# Église Saint-Remy de Ceffonds
Pour les articles homonymes, voir Église Saint-Rémi.
L'église Saint-Remy est une église catholique située à Ceffonds, en France.

## Localisation
L'église est située dans le département français de la Haute-Marne, sur la commune de Ceffonds.

## Historique
L'église Saint-Remi est classée monument historique,. 
De l'église du XIIe siècle de style art roman, il subsiste la tour-clocher située à la croisée du transept et l'un des deux vaisseaux du transept. 
Le bâtiment autour a été construit dans le style gothique flamboyant dans les années 1510. Le style de la première Renaissance apparaît près de la façade. Son portail porte la date de 1562. Les croisées des voûtes sont datées de 1635, 1669 et 1741. 
La nef trapue, dont la construction était traditionnellement financée par la communauté villageoise, est sur le plan architectural relativement rustique, tandis que le chœur commandité par les abbés du bourg voisin de Montier-en-Der est d'une grande qualité avec son abside à cinq pans. 
L'église possède un remarquable ensemble de vitraux du premier tiers XVIe siècle de l'école de Troyes qui datent de la reconstruction de l'église. L'église possède également quelques panneaux du XVe siècle,

## Extérieur de l'église

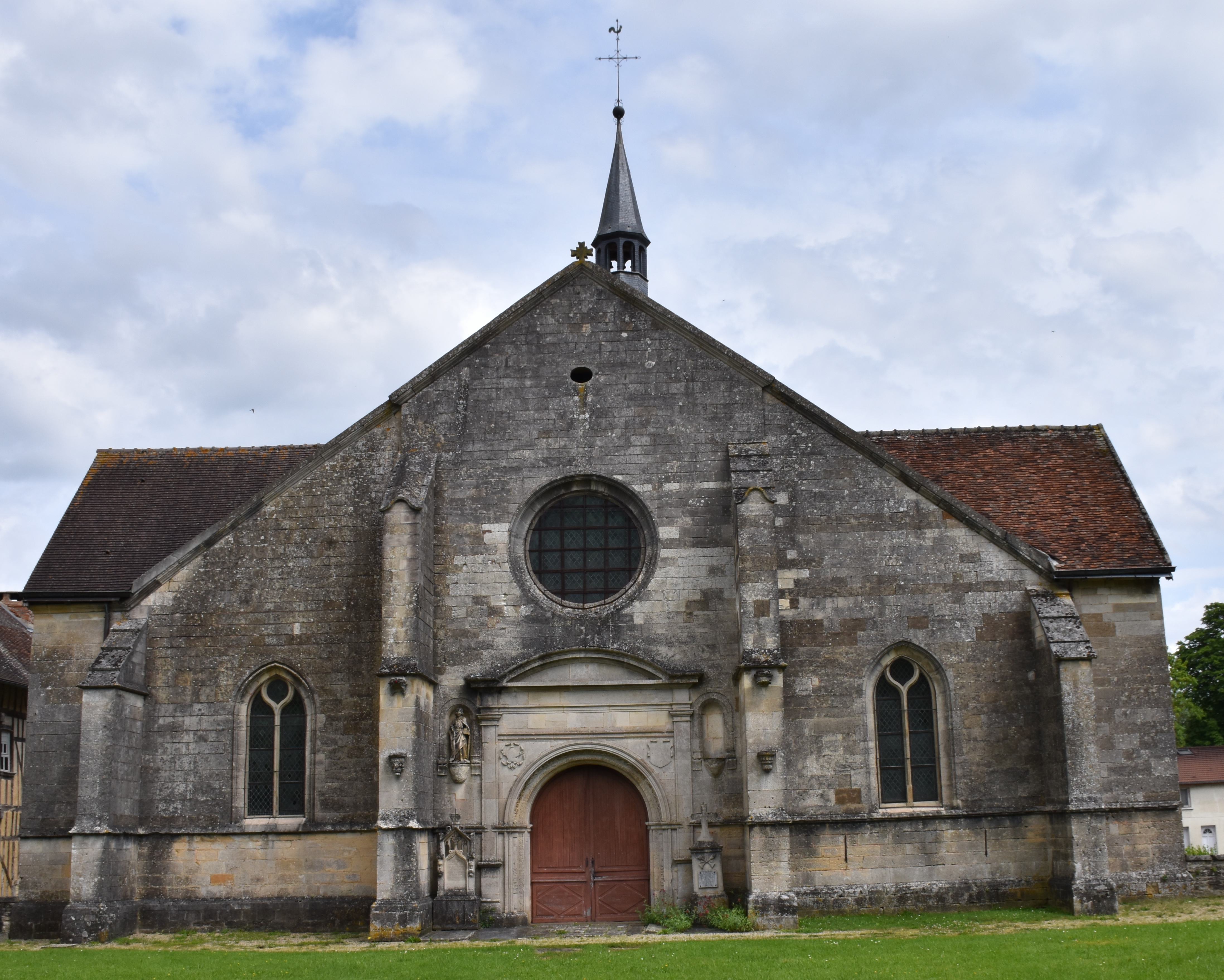
La façade de l'église.
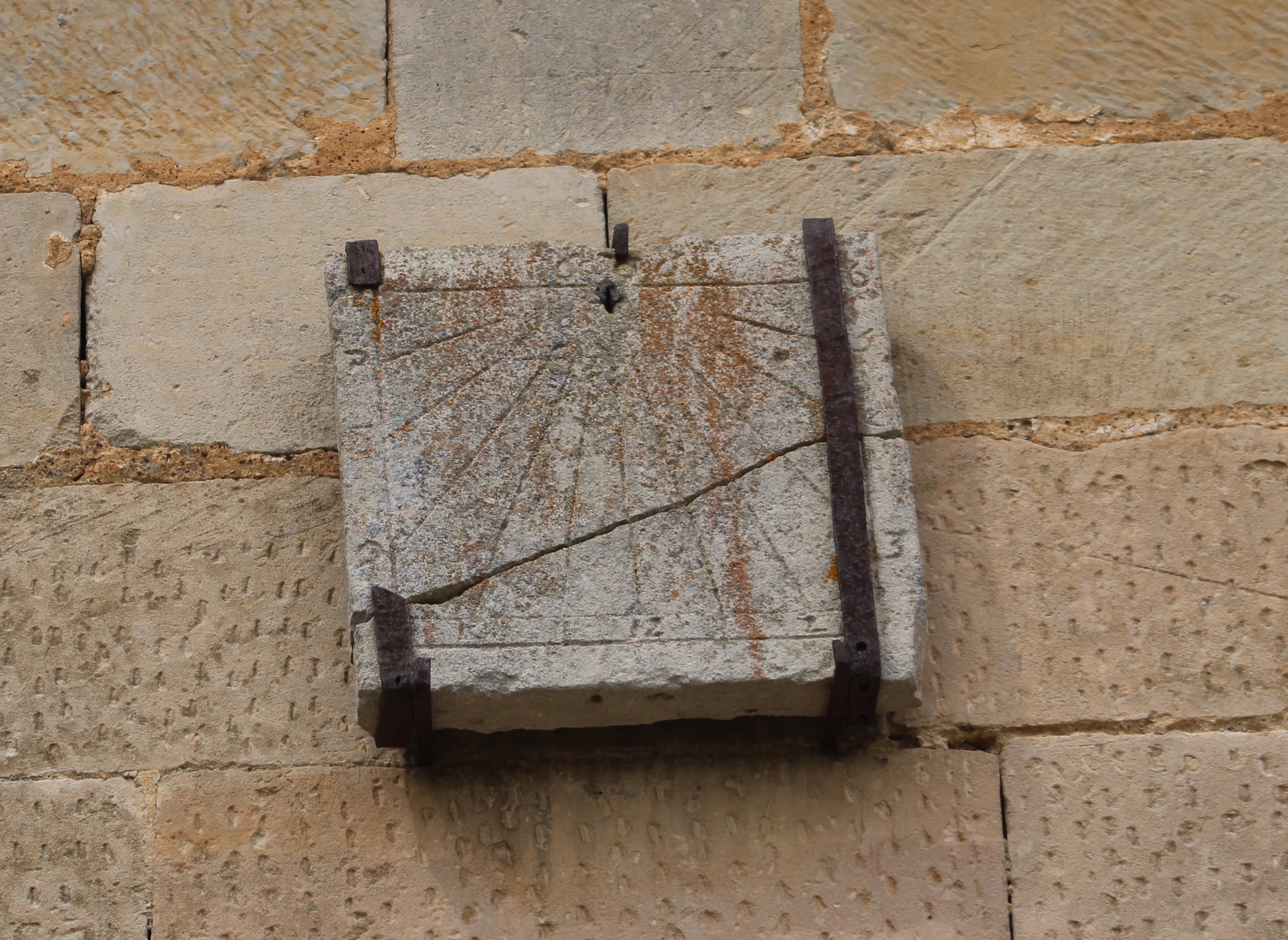
Cadran solaire daté de 1666.
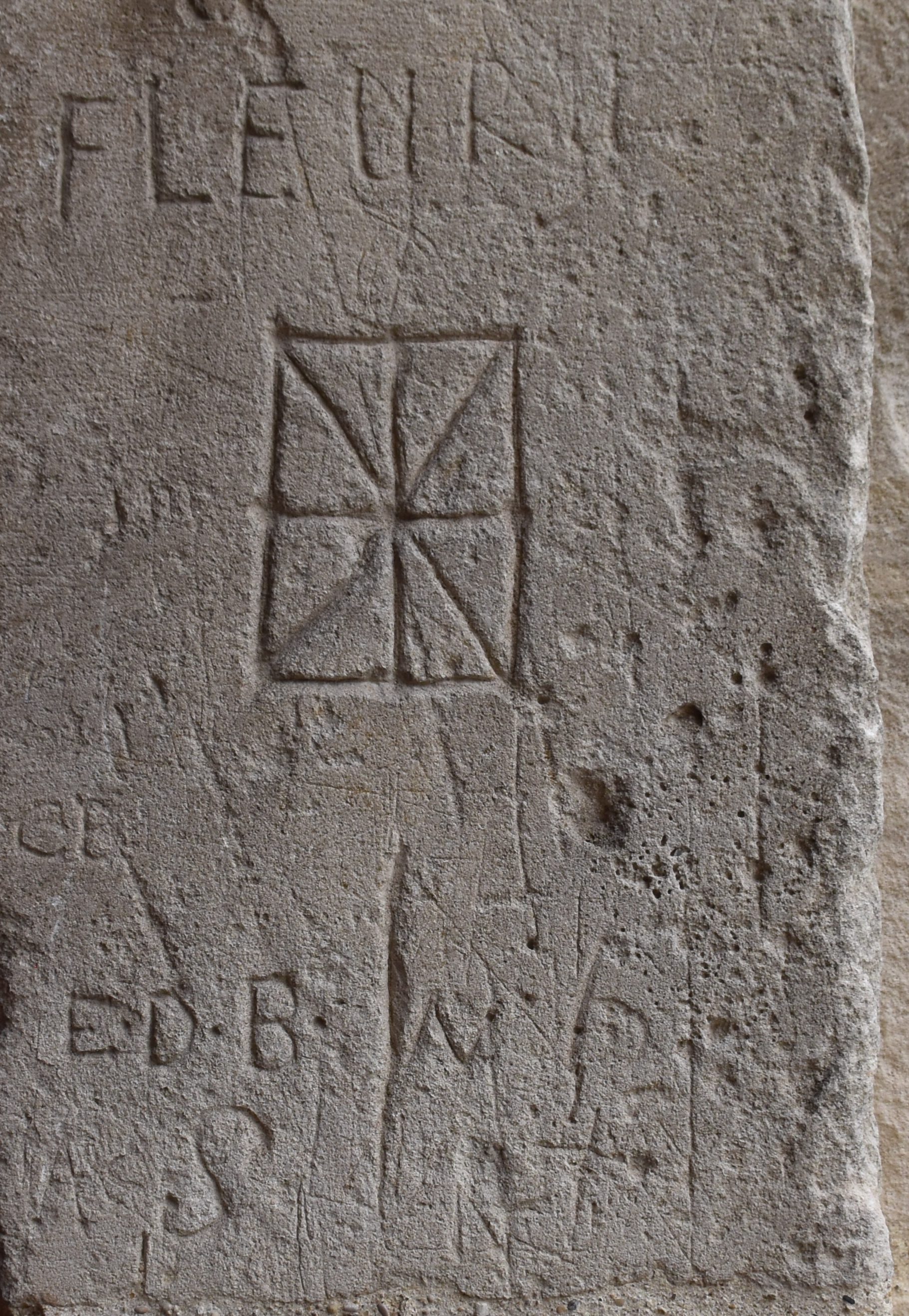
Un des nombreux graffiti de l'église.
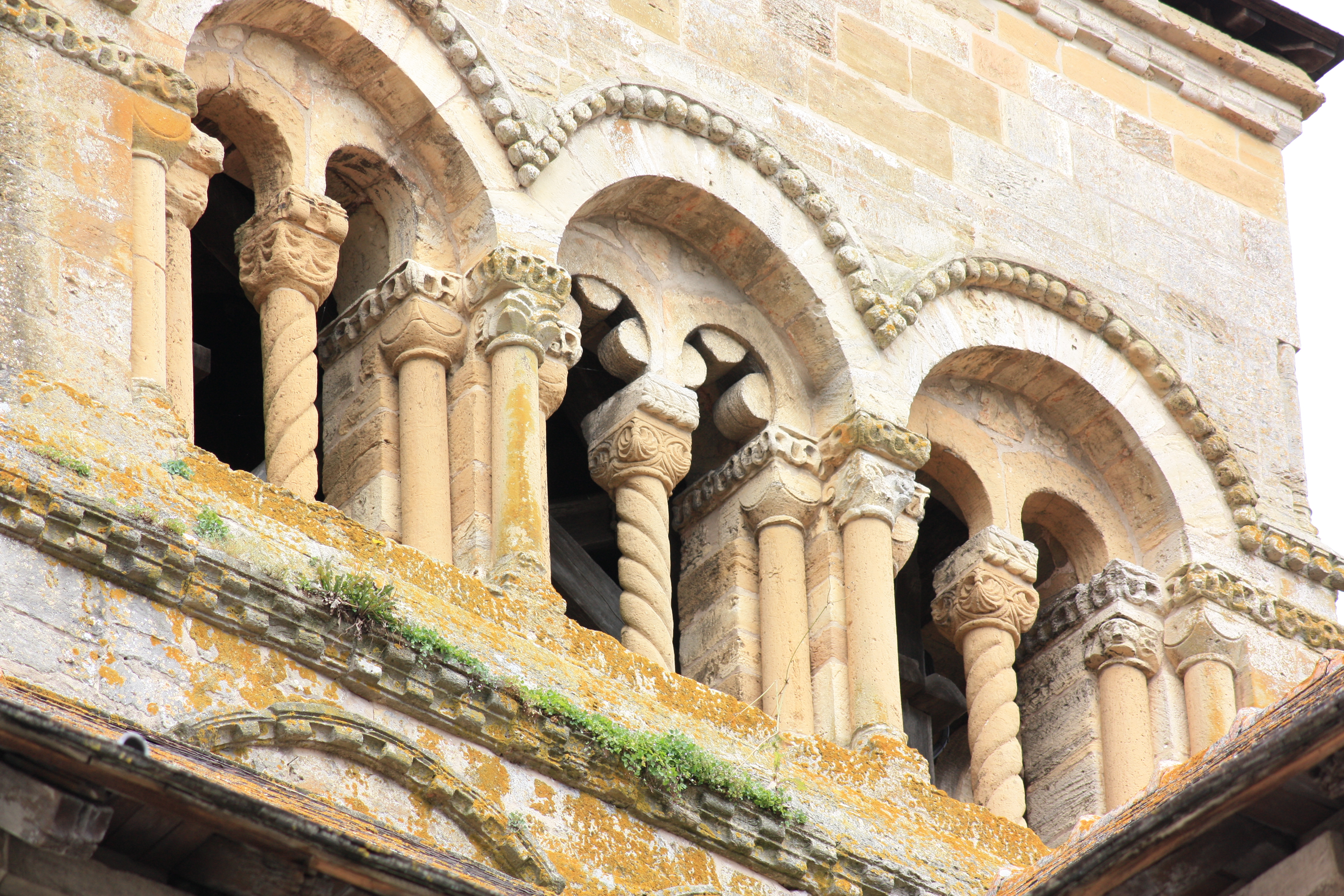
Détail du clocher roman.
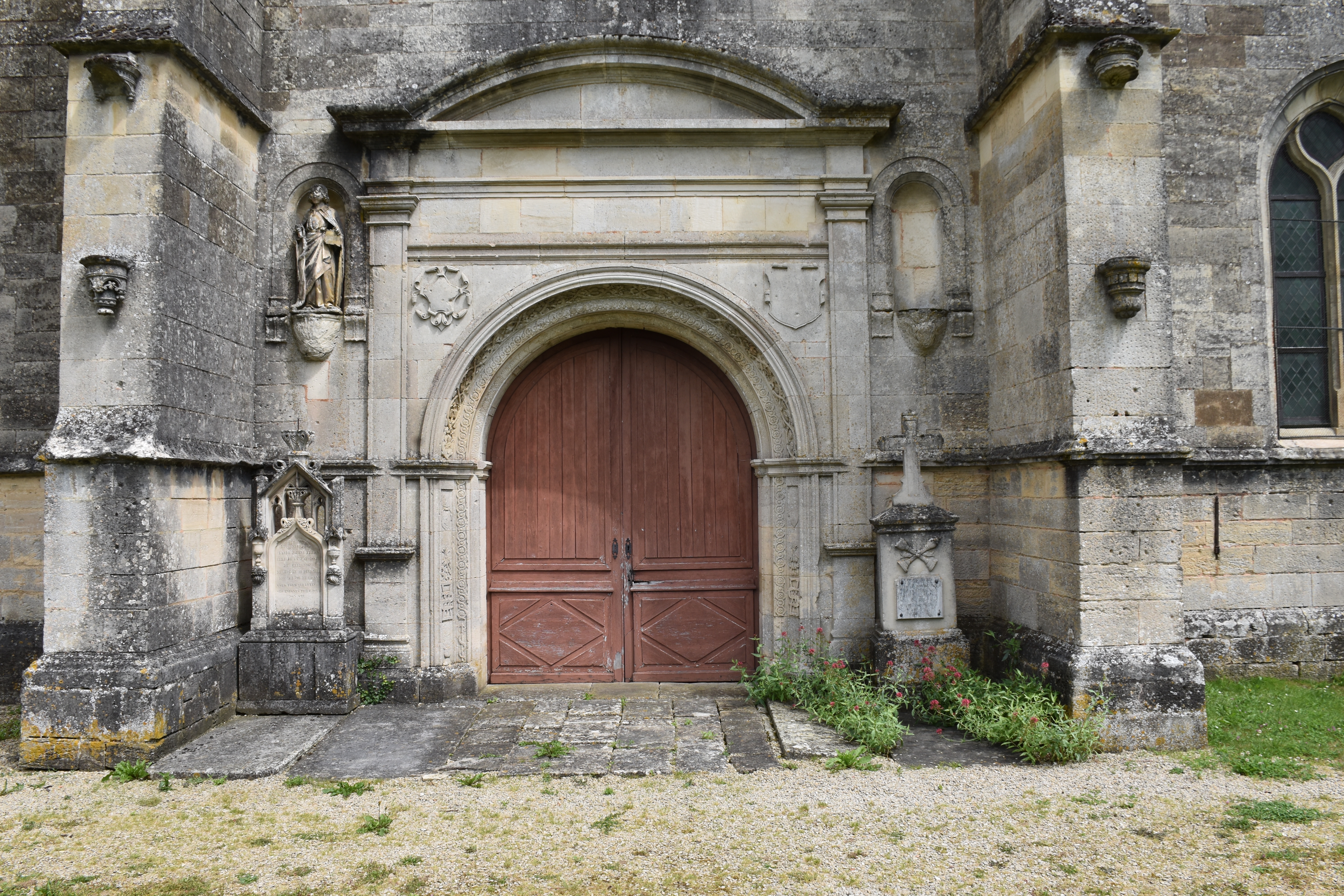
Le portail latéral.

## Intérieur de l'église

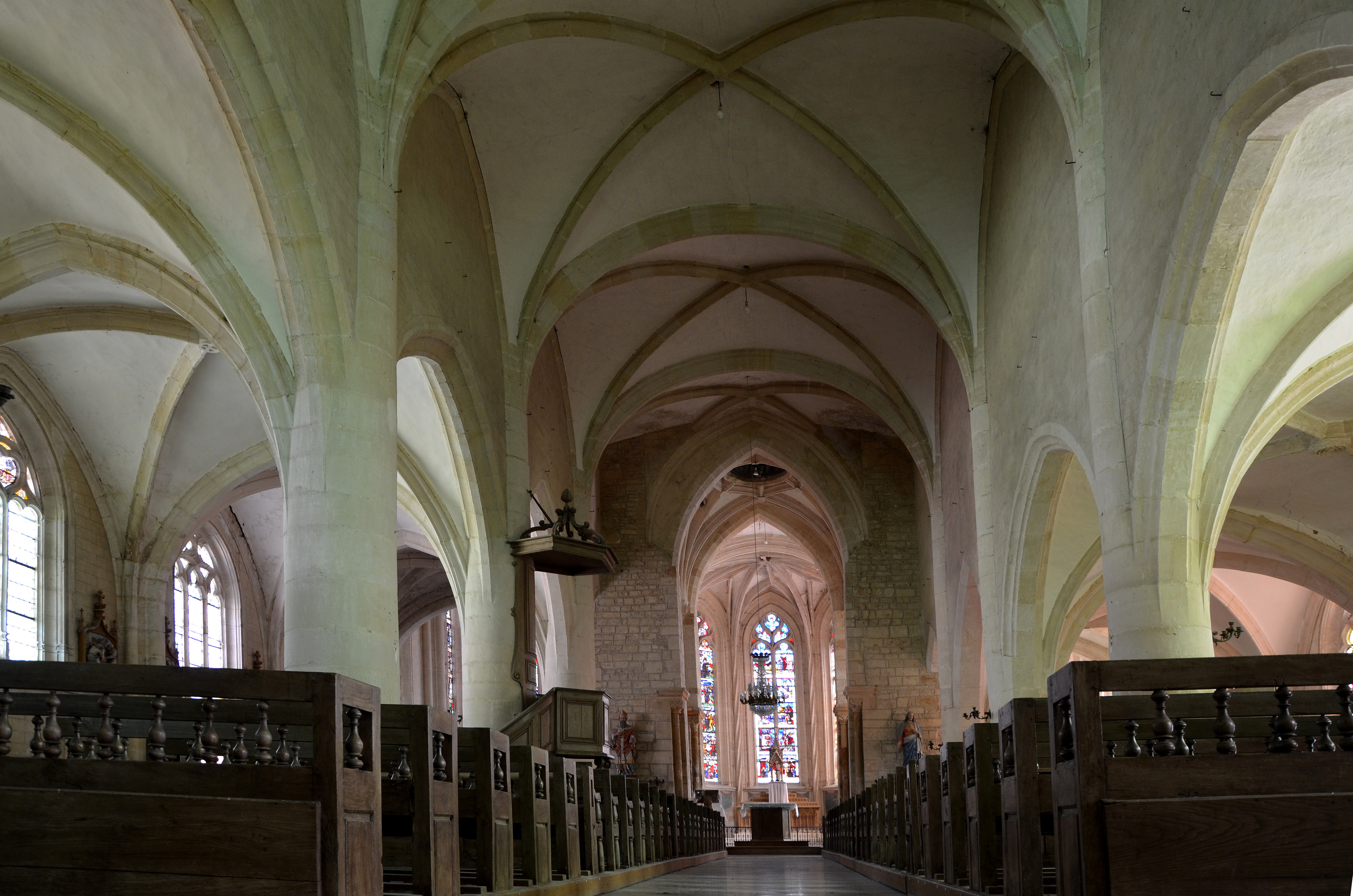
La nef.
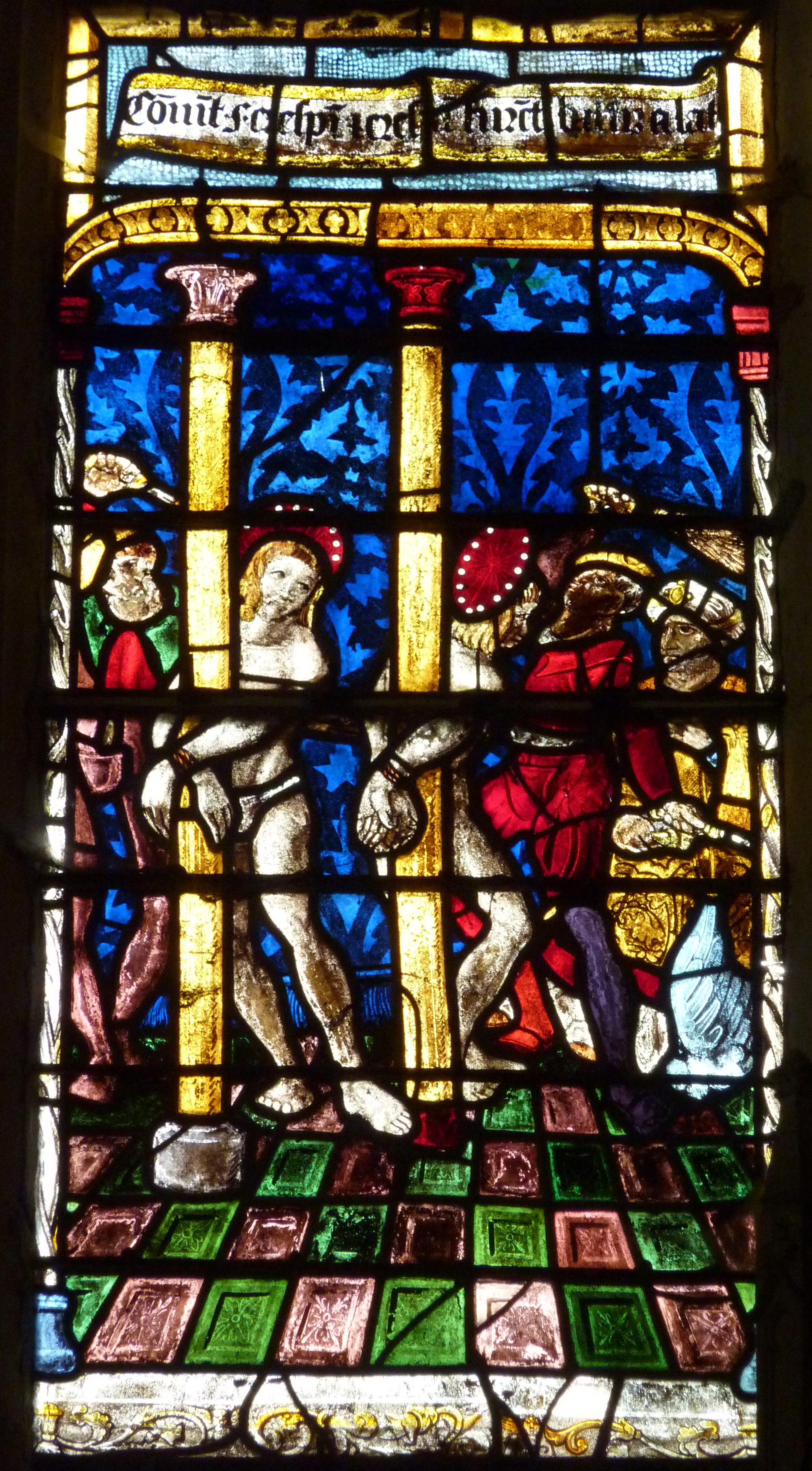
Vitrail..
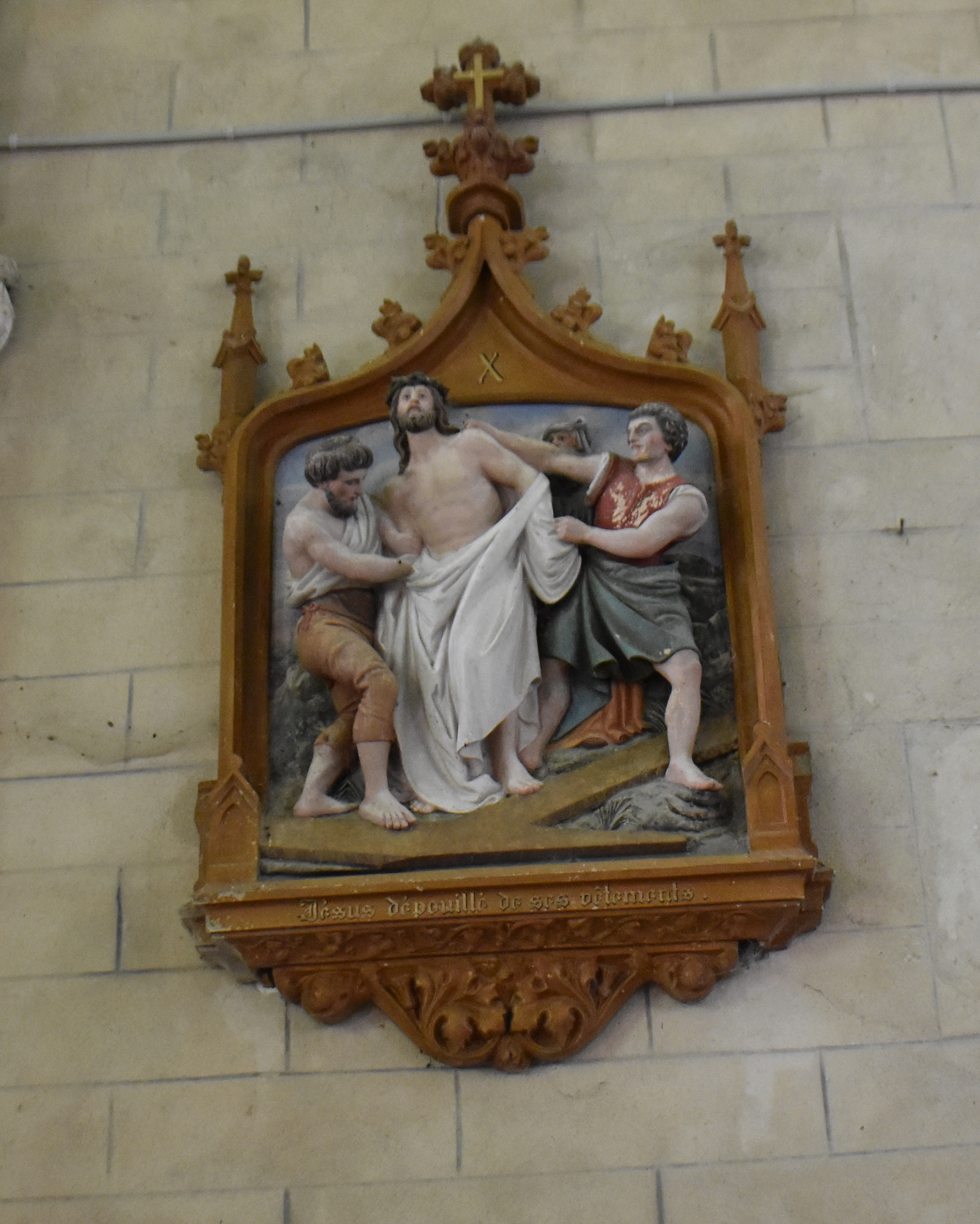
Chemin de croix -10è station.
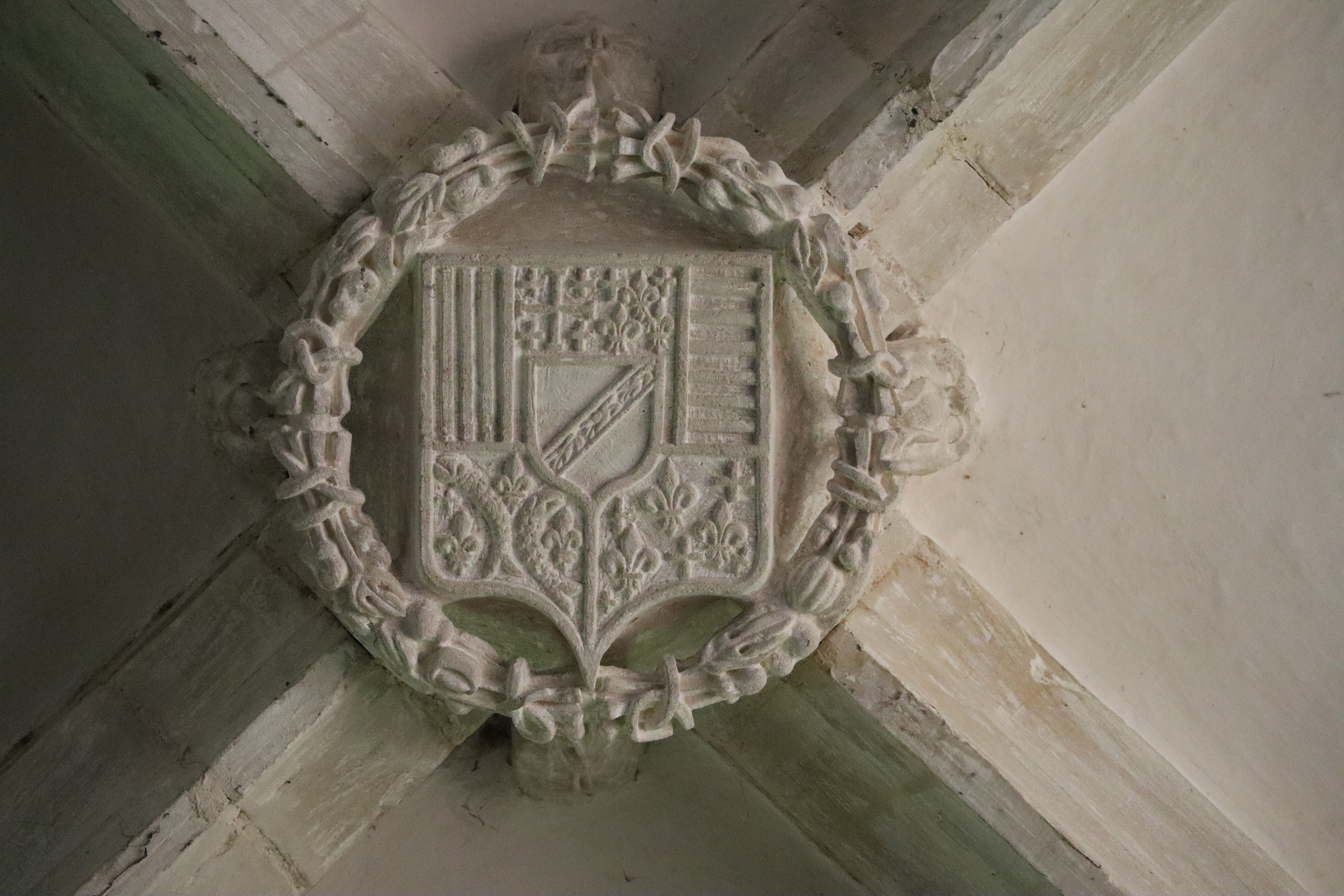
Clé de voûte armoriée.
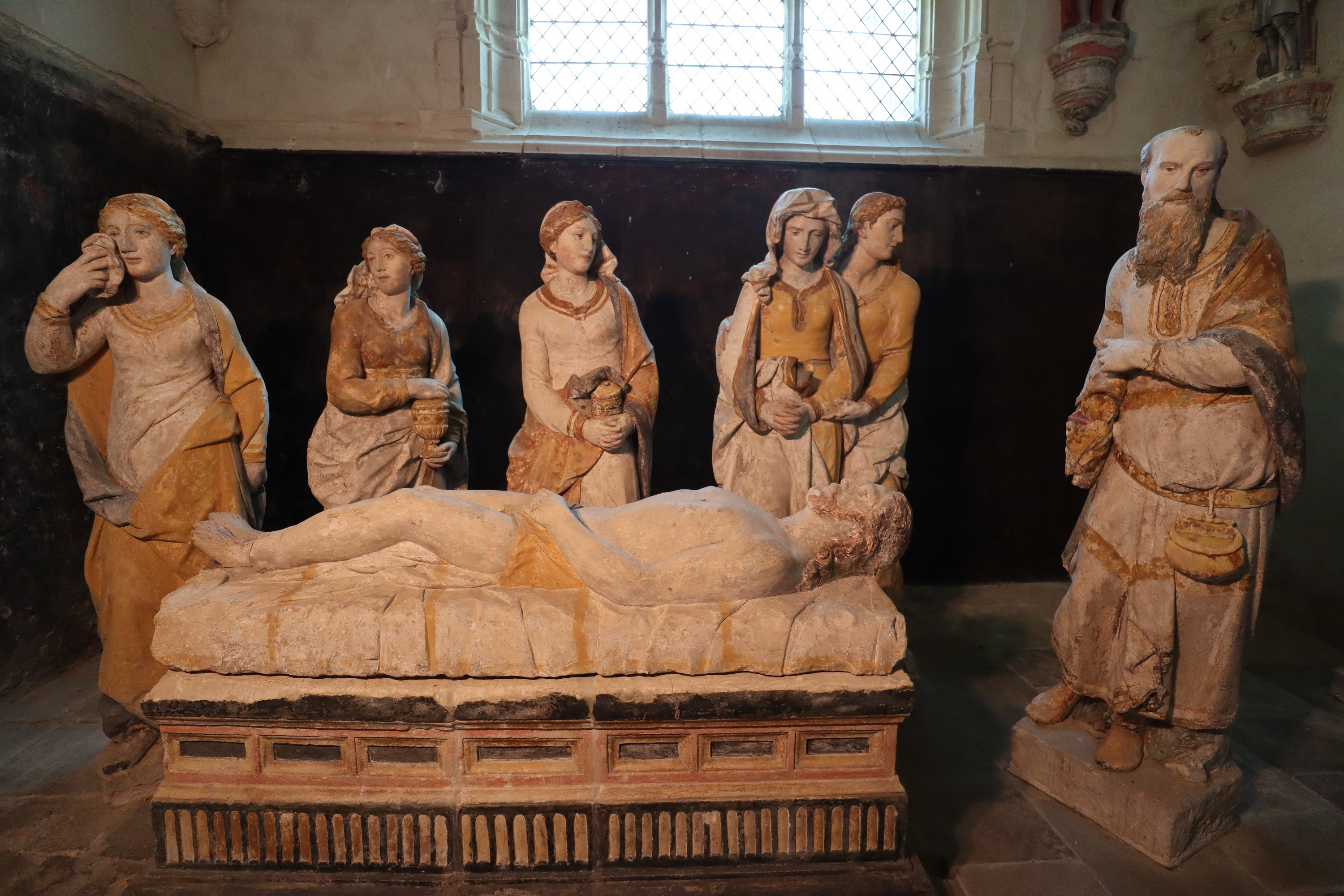
Mise au tombeau.

### Quelques modillons

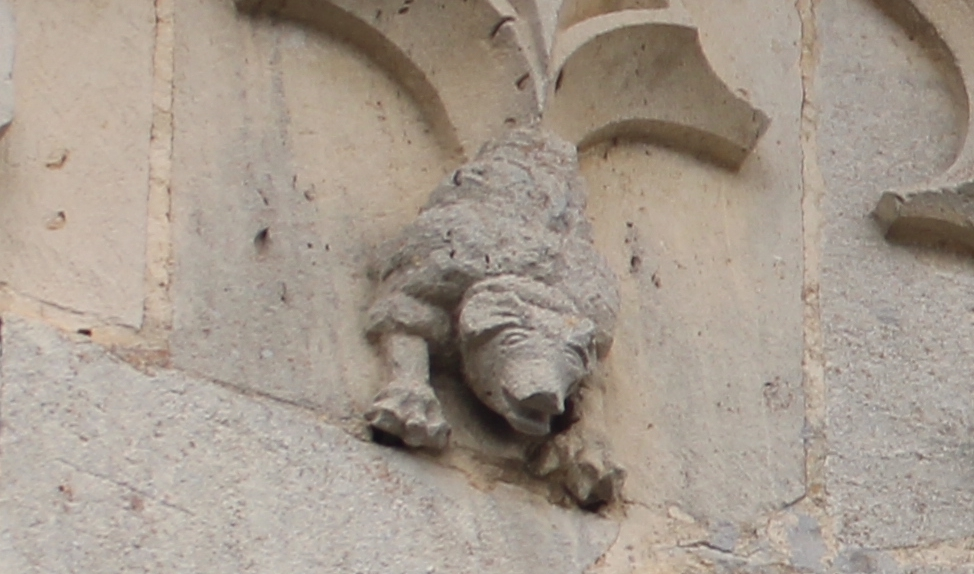
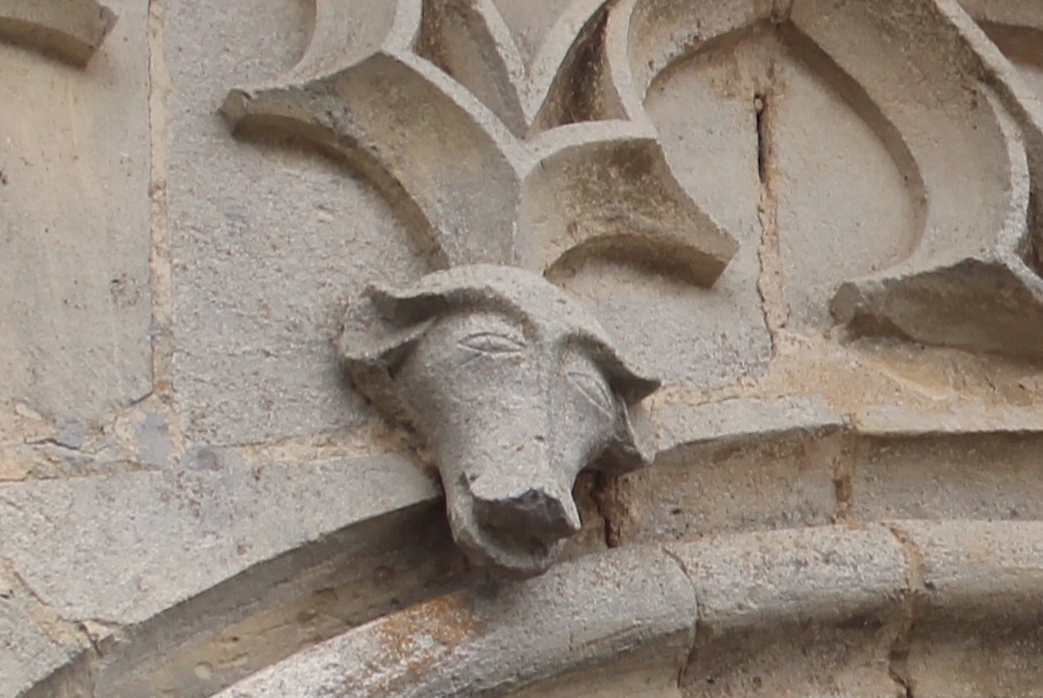
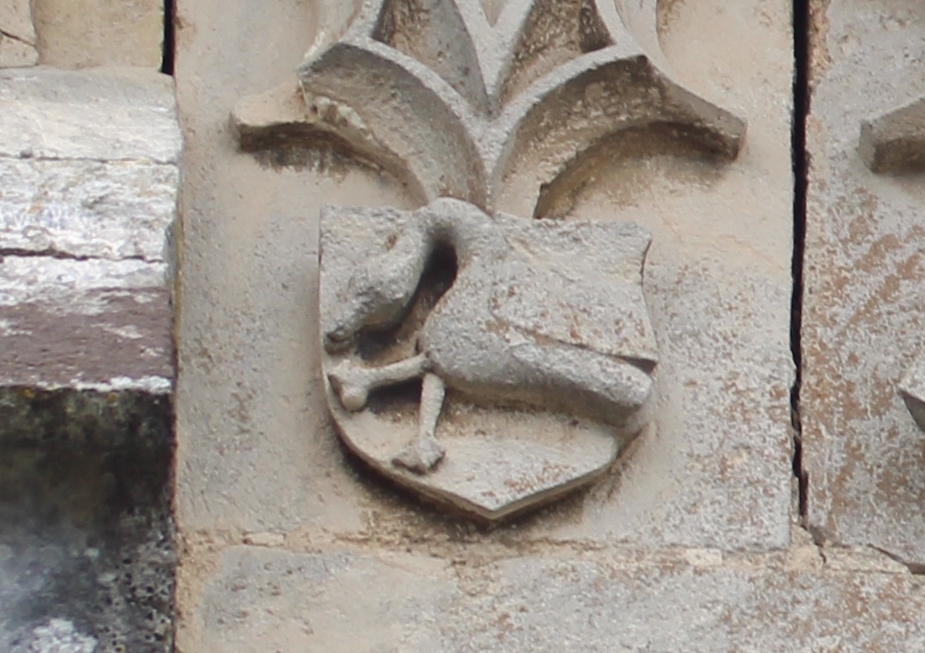
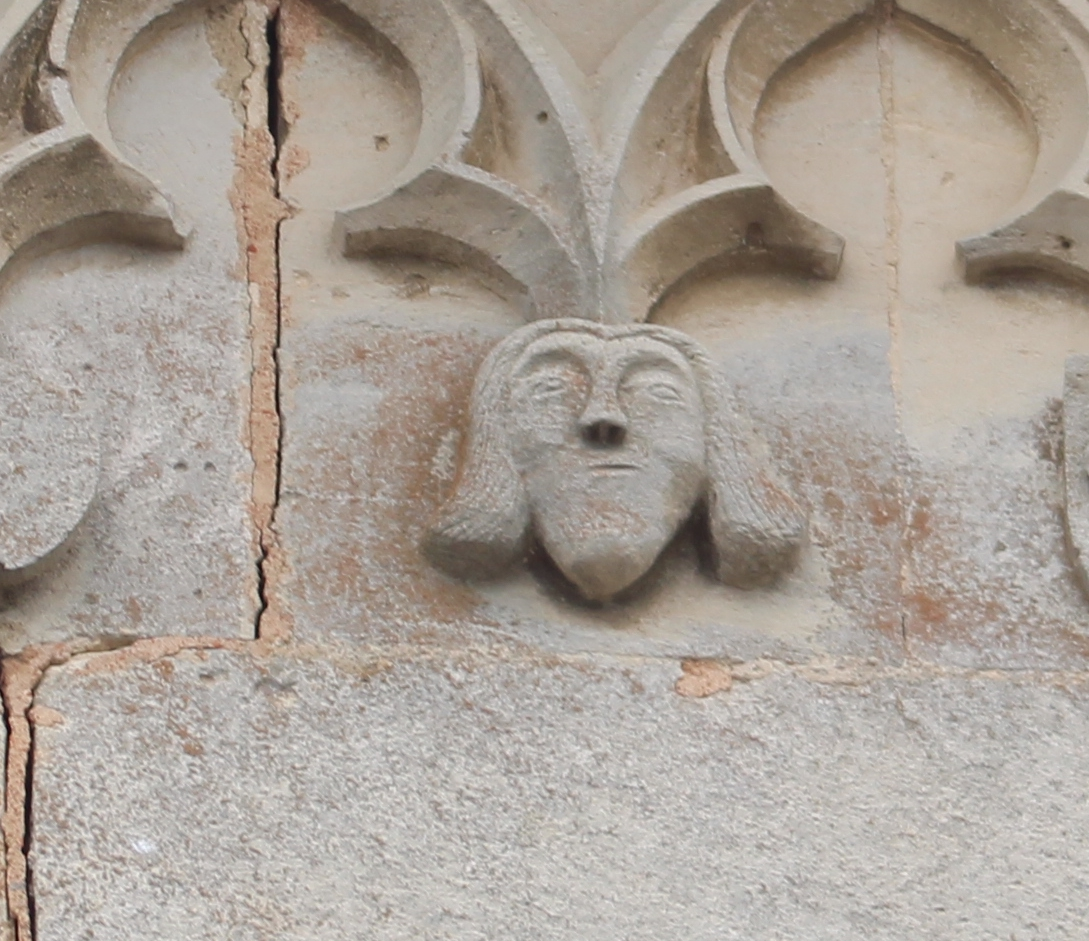
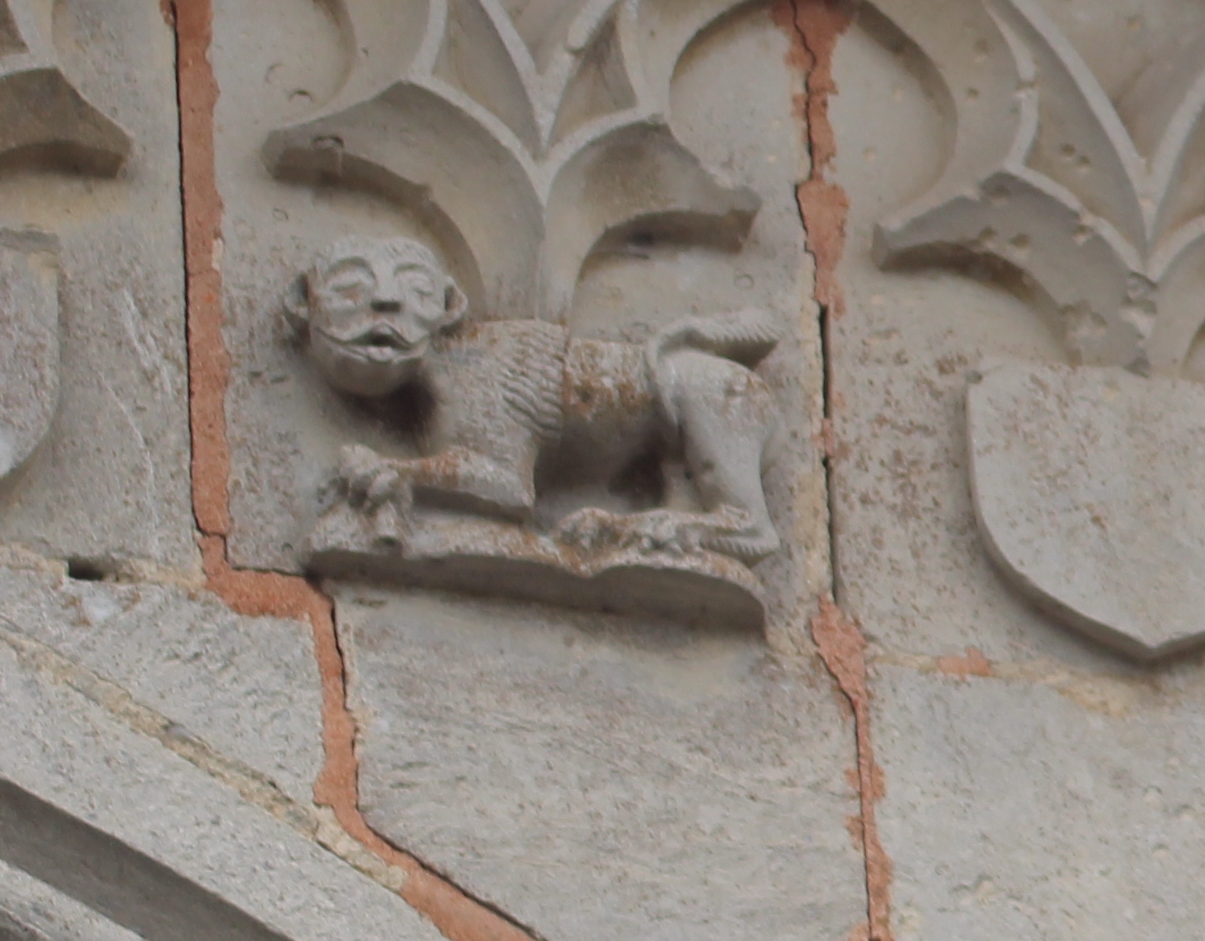
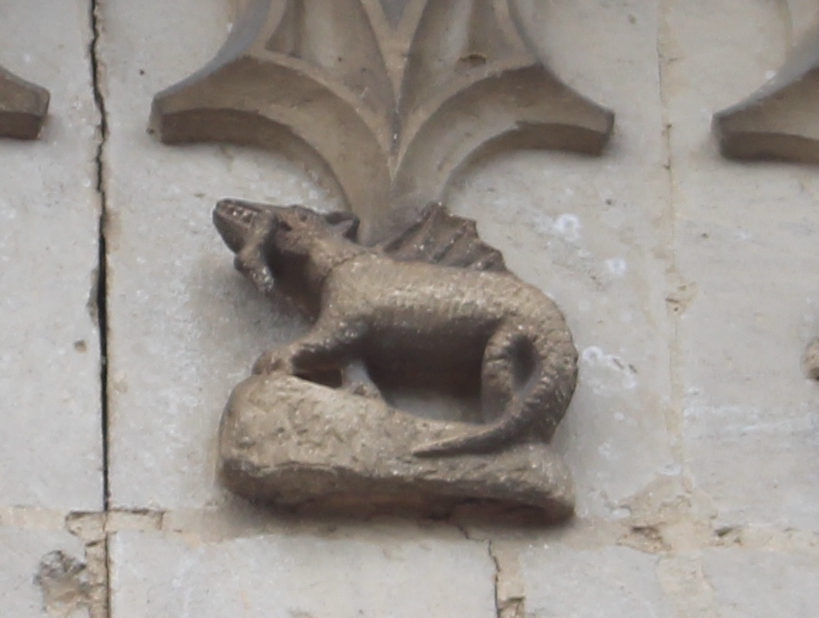